# Chevrolet Townsman
 (janvier 2020).

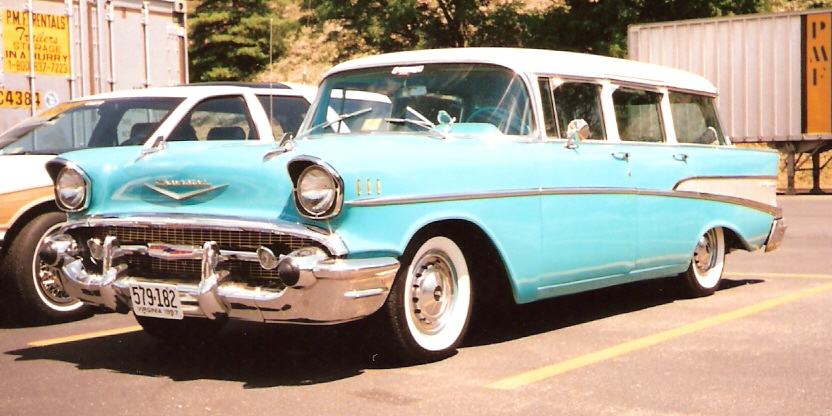
Une Chevrolet Townsman de 1957.

La Chevrolet Townsman était un break de grande taille produit par Chevrolet de 1953 à 1957 et de nouveau de 1969 à 1972.

## Histoire

### 1953-1957
Le nom Townsman a été utilisé pour la première fois en 1953 sur le break à quatre portes de la série 210 basé sur la plate-forme GM A. Pour 1954, le nom a été attribué au break de luxe de la série Bel Air, qui comportait des panneaux de grain de bois DI-NOC. Au cours de ces deux années, les Townsman étaient des modèles à huit places. En 1955 et 1956, le Townsman était à nouveau un 210, mais en 1957, il était disponible en tant que 210 et Bel Air. Les Townsman de 1955 à 1957 étaient des modèles à six places. Le moteur six cylindres en ligne de 235,5 pouces cubes  était le moteur de base au cours des cinq années, avec des V8 disponibles à partir de 1955.

### 1969-1972
Le nom Townsman a été relancé pour 1969 avec le nouveau modèle basé sur la plateforme GM B à propulsion arrière. Il était offert en versions à six et neuf places et seuls des V8 étaient disponibles, allant de 327 à 427 pouces cubes en 1969, et de 350 à 454 pouces cubes à partir de 1970. L'équivalent berline à cette époque était la Bel Air. Le Townsman était positionné au-dessus du Chevrolet Brookwood et au-dessous des Chevrolet Kingswood et Chevrolet Kingswood Estate, qui étaient respectivement des équivalents breaks des Chevrolet Biscayne et Chevrolet Caprice.
Les breaks de 1971 et 1972 comportaient une conception à double coque commercialisée sous le nom de hayon Glide-away, également appelé hayon « disparaissant » car une fois ouvert, le hayon était complètement hors de vue. Sur la conception à clapet, la vitre arrière à commande électrique se glissait vers le haut dans le toit et le hayon inférieur (avec fonctionnement électrique ou manuel en option), complètement abaissé sous le plancher de chargement. Le hayon inférieur manuel était contrebalancé par une tige de torsion similaire aux barres de torsion utilisées pour maintenir un couvercle de coffre ouvert, nécessitant une poussée de 35 lb pour abaisser complètement la porte. Élever la porte manuelle nécessitait une traction de 5 lb via une poignée intégrée au bord supérieur de la porte rétractable. Le fonctionnement électrique de la vitre supérieure et du hayon inférieur est devenu un équipement standard dans les années modèle ultérieures. Les breaks comportaient une troisième rangée de sièges orientés vers l'avant en option accessible par les portes latérales arrière et un siège de deuxième rangée rabattable — et pouvaient accueillir une feuille de contreplaqué avec les sièges arrière rabattus. La conception à clapet ne nécessitait aucune zone opérationnelle accrue pour s'ouvrir, permettant à un utilisateur de tenir l'ouverture du coffre sans entraver la porte, par exemple dans un garage fermé. Cette année-là, l'empattement est également passé de 119″ à 125″,faisant de la Townsman la plus longue de toutes les voitures de tourisme Chevrolet jamais produites. La plupart des options, à part les vitres électriques et le siège avant à six directions (avec contrôle du conducteur), étaient disponibles sur les modèles breaks Townsman (et son équivalent Brookwood moins cher).
Au milieu de l'année-modèle 1971, la transmission Turbo HydraMatic est devenue un équipement standard sur tous les breaks de grande taille, y compris les Townsman; cela a éliminé la nécessité pour les clients d'avoir à demander spécifiquement une transmission automatique que pratiquement tous les breaks construits depuis la fin des années 1960 recevaient de toute façon.
Pour 1973, Chevrolet a éliminé les désignations Townsman et Kingswood / Kingswood Estate pour ses break full-size de niveau supérieur. La plaque signalétique Bel Air a continué d'être appliquée à tous les breaks full-size jusqu'en 1975 aux États-Unis et 1981 au Canada. Dans les deux pays, les mêmes changements d'année modèle ont été appliqués aux breaks Bel Air que ses frères Impala et Caprice plus chers.